# USA3000 Airlines
Brendan Airways, LLC, действующая как USA3000 Airlines, — бюджетная авиакомпания Соединённых Штатов Америки со штаб-квартирой в тауншипе Ньютон (округ Делавэр, Пенсильвания), осуществляющая регулярные и чартерные пассажирские перевозки на самолётах серии Airbus A320.

## История

### Начало работы: 2000—2002 годы
Авиакомпания USA3000 Airlines была основана в 2001 году в качестве дочернего предприятия туристической компании «Apple Vacations». В течение нескольких месяцев проводились организационные мероприятия по оформлению документов и 21 декабря 2001 года перевозчик был официально сертифицирован Федеральным управлением гражданской авиации США по части 121 (выполнение регулярных и чартерных пассажирских перевозок). Название авиакомпании, вероятно, происходит от имени нефункционирующей к тому времени канадской компании Canada3000 Airlines, хотя само происхождение бренда основателями до сих пор не раскрывалось.
USA3000 Airlines начала выполнение пассажирских рейсов с одного самолёта Airbus A320, первый полёт по маршруту Филадельфия — Канкун состоялся 28 декабря 2001 года. К началу следующего года авиакомпания работала исключительно на чартерных перевозках из аэропортов Филадельфии, Ньюарка, Хартфорда и Колумбуса. Второй лайнер A320 пополнил флот компании в начале 2002 года, третий — в мае того же года с местом базирования в Международном аэропорту Чикаго О’Хара.

### Расширение деятельности: 2003—2007 годы

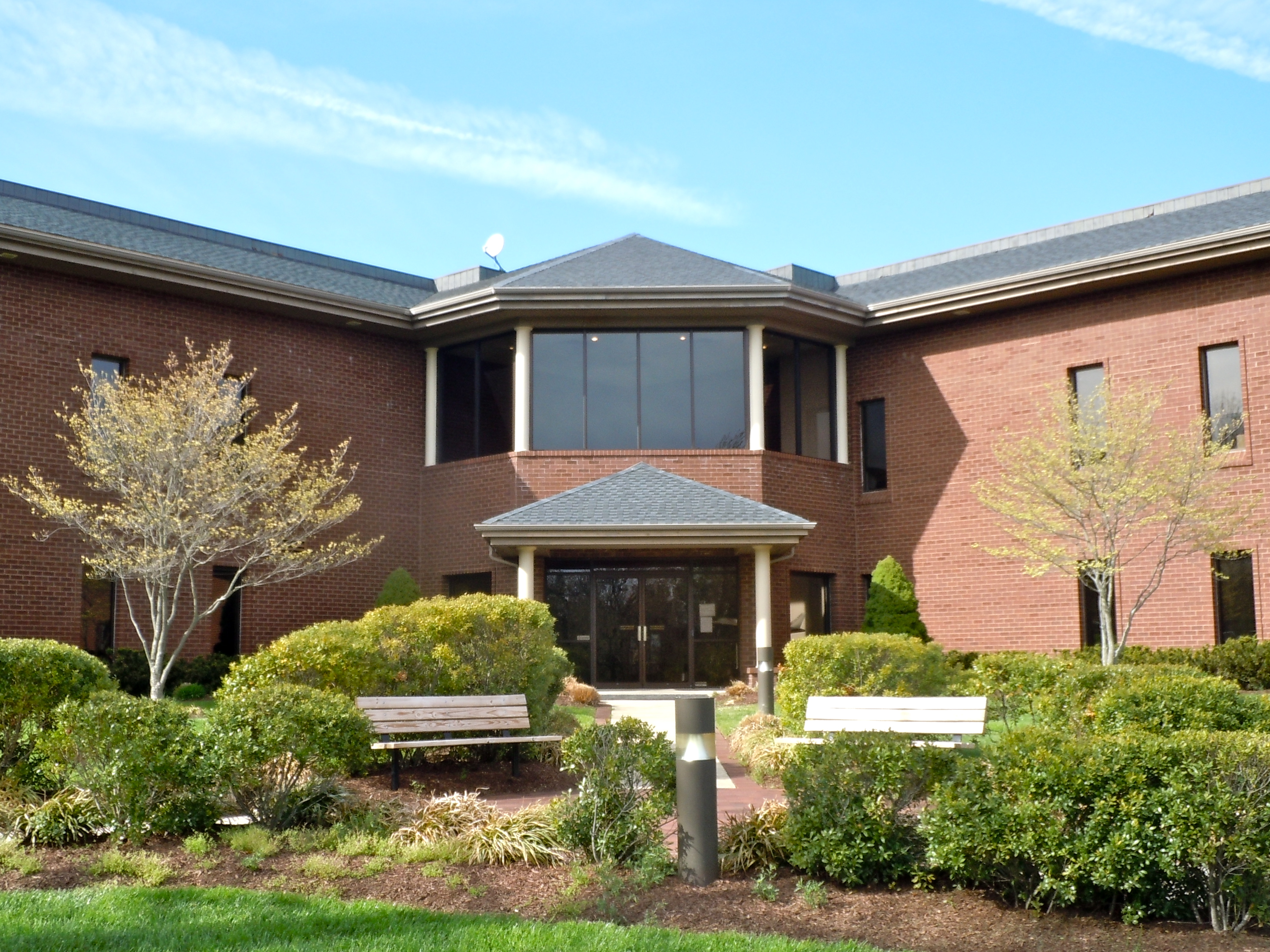
Штаб-квартира авиакомпании в Ньютоне (Пенсильвания)

В целях повышения доходов с 2003 года авиакомпания USA3000 Airlines начала переводить некоторые чартерные маршруты на регулярную основу, предлагая пассажирам услуги приобретения авиабилетов по определённым направлениям без покупки турпакета фирмы «Apple Vacation».
В 2003 году компания ввела несколько новых регулярных рейсов с городов северо-восточной части США в аэропорты штата Флорида, Бермудских островов и в страны Карибского бассейна. Во Флориде в маршрутную сеть перевозок авиакомпании вошли аэропорты городов Форт-Лодердейл, Форт-Майерс, Сент-Питерсберг, Клируотер, Орландо, Мелборн и Сарасота. В северо-восточной части страны регулярные рейсы были введены в аэропорты городов Ньюарк, Филадельфия, Питтсбург, Балтимор, Кливленд, Колумбус, Цинциннати, Детройт, Чикаго (О’Хара) и Сент-Луис. Кроме того, по сезонному расписанию авиакомпания выполняла регулярные рейсы в Хартфорд, Бостон и Милуоки.
К концу 2004 года воздушный флот USA3000 Airlines состоял из 12 самолётов семейства Airbus A320, ещё два лайнера авиакомпания арендовала у Thomas Cook Airlines.

### Кризисный период: 2008—2010 годы
В начале 2008 года USA3000 Airlines объявила об уходе из Международного аэропорта Ньюарк Либерти в связи с возросшей конкуренцией бюджетных авиаперевозчиков на регулярных линиях из этого аэропорта.
К лету 2008 года авиакомпания начала закрытие регулярных рейсов из всех аэропортов штата Флорида, за исключением аэропорта в городе Форт-Майерс, при этом главной причиной ухода с рынка пассажирских перевозок Флориды стал рекордный рост мировых цен на топливо. Бывший директор авиакомпании Ангус Киннер промментировал сложившуюся ситуацию следующим образом: «Тарифы на внутренние авиаперевозки во Флориде одни из самых низких по стране, и только цены на билеты из Форт-Майерса являются достаточно высокими, чтобы авиаперевозки приносили доход при стоимости нефти в 125 долларов за баррель». Вместе с тем, USA3000 Airlines подтвердила сохранение остальных регулярных рейсов с упором на наиболее выгодные международные маршруты. К концу 2008 года мировая цена на нефть пошла вниз, и авиакомпания возобновила регулярный рейс из Чикаго (О’Хара) в Международный аэропорт Сент-Питерсберг/Клируотер.
В ноябре 2008 года должность генерального директора авиакомпании занял Стивен Харфст.
В апреле 2009 года USA3000 Airlines прекратила регулярные рейсы между Детройтом и Милуоки, мотивировав это решение всеобщим экономическим спадом и низким спросом со стороны пассажиров на данное направление. Летом того же года был снят регулярный маршрут между Балтимором и Питтсбургом, На обоих направлениях перевозчик оставил только сезонные рейсы.
В марте 2010 года USA3000 Airlines закрыла собственную базу экипажей в Форт-Майерсе, однако, по сообщению генерального директора, авиакомпания не планирует в ближайшем будущем уменьшать число регулярных рейсов из самого аэропорта Форт-Майерс.

## Маршрутная сеть

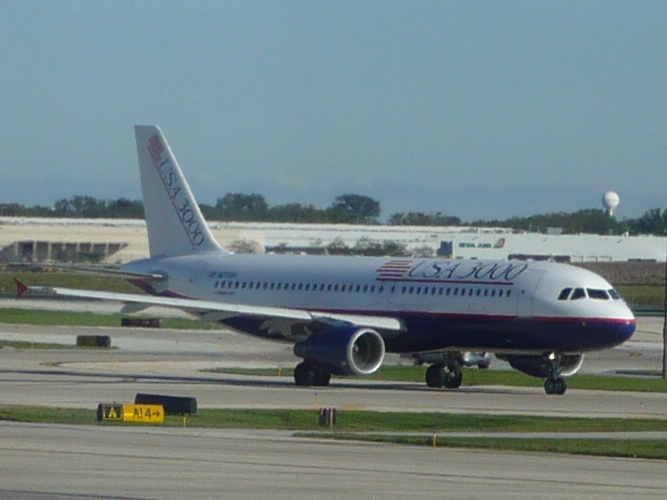
Airbus A320 авиакомпании USA3000 Airlines в Международном аэропорту Питтсбурга

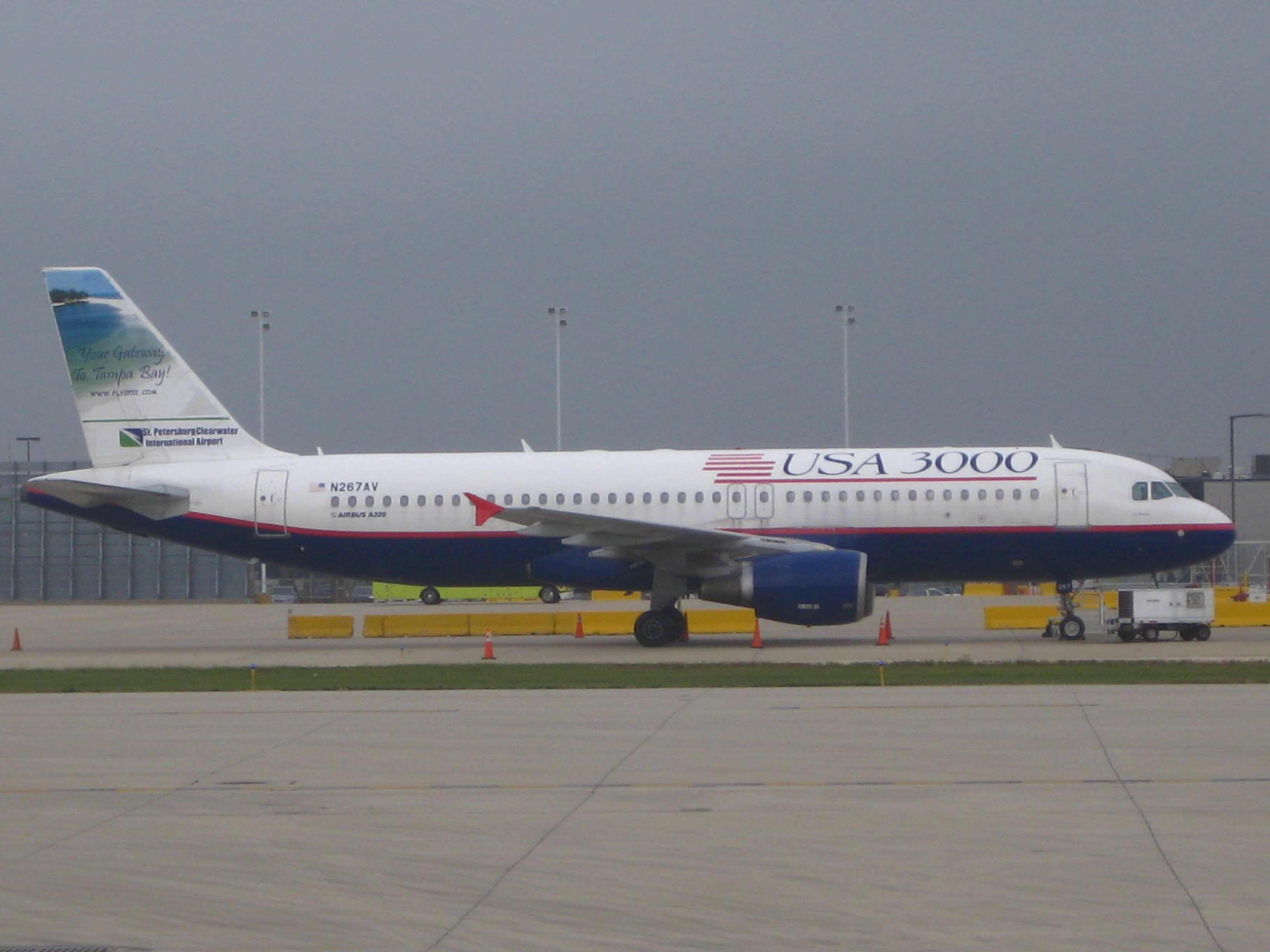
Airbus A320 (регистрационный номер N267AV) авиакомпании USA3000 Airlines

### Коста-Рика
- Либерия — Международный аэропорт имени Даниэля Одубера Кироса (сезонный)

### Доминиканская Республика
- Пунта Кана — Международный аэропорт Пунта Кана

### Ямайка
- Монтего-Бей — Международный аэропорт имени Сангстера

### Мексика
- Южная Нижняя Калифорния
  - Сан-Хосе-дель-Кабо — Международный аэропорт Лос-Кабос (сезонный)
- Халиско
  - Пуэрто-Вальярта — Международный аэропорт имени Густаво Диас Ордаса
- Оахака
  - Санта-Мария-Уатулько — Международный аэропорт Уатулько
- Кинтана-Роо
  - Канкун — Международный аэропорт Канкун
  - Косумель — Международный аэропорт Косумель (сезонный)

### Соединённые Штаты Америки
- Флорида
  - Форт-Майерс — Международный аэропорт Юго-Западной Флориды
- Иллинойс
  - Чикаго — Международный аэропорт О'Хара
- Мэриленд
  - Балтимор — Международный аэропорт Балтимор/Вашингтон имени Таргуда Маршалла
- Миссури
  - Сент-Луис — Международный аэропорт Сент-Луис/Ламберт
- Огайо
  - Цинциннати — Международный аэропорт Цинциннати/Северный Кентукки
  - Кливленд — Международный аэропорт Кливленда Хопкинс
  - Колумбус — Международный аэропорт Порт-Колумбус (сезонный)
- Пенсильвания
  - Филадельфия — Международный аэропорт Филадельфия
  - Питтсбург — Международный аэропорт Питтсбург

### Прежние маршруты
- Аруба — Ораньенстад
- Багамы- Нассау
- Бермуды — Бермуда
- Доминиканская Республика — Ла-Романа, Пуэрто-Плата, Санто-Доминго
- Мексика — Акапулько, Ихтапа/Сиуатанехо
- Сент-Люсия — Вьё-Фор
- Соединённые Штаты Америки — Атланта, Бостон, Буффало, Шарлотт, Колумбус (Рикербейкера), Детройт, Форт-Лодердейл, Хартфорд, Лансинг, Мелборн (Флорида), Милуоки, Нью-Йорк (Джона Кеннеди), Ньюарк, Орландо, Ричмонд, Сарасота, Сент-Питерсберг/Клируотер, Вашингтон (Даллеса)

## Флот
В апреле 2010 года воздушный флот авиакомпании USA3000 Airlines составляли пять самолётов Airbus A320::
| Тип самолёта    | Всего | Заказано | Пассажирских мест |
| Airbus A320-214 | 5     | 0        | 168               |

- По состоянию на февраль 2011 года средний возраст судов авиакомпании составлял 8,7 лет[13].

Все самолёты авиакомпании имеют одноклассную компоновку пассажирских салонов, рассчитанную на 168 мест.